# Canned Wheat
Canned Wheat es el quinto álbum de estudio de la banda de rock canadiense The Guess Who, publicado en septiembre de 1969. Logró ubicarse en la posición #91 en la lista de éxitos Billboard Pop Albums. Dos de los éxitos más reconocidos de la banda fueron incluidos en este álbum: "Laughing" y "Undun". El álbum también incluye la versión original de la canción "No Time", que sería regrabada e incluida como sencillo en el disco American Woman de 1970.

## Lista de canciones
Todas escritas por Randy Bachman/Burton Cummings, excepto donde se indique lo contrario.
1. "No Time" - 5:37
2. "Minstrel Boy" - 3:18
3. "Laughing" - 3:05
4. "Undun" (Bachman) - 4:17
5. "6 A.M. or Nearer" (Bachman) - 5:24
6. "Old Joe" (Cummings) - 3:07
7. "Of a Dropping Pin" - 3:42
8. "Key" - 11:24
9. "Fair Warning" - 1:44

## Personal
- Burton Cummings – voz, teclados
- Randy Bachman – guitarras, voz
- Jim Kale – bajo, voz
- Garry Peterson – batería, percusión, voz